# Micrearota testata
Micrearota testata är en skalbaggsart som först beskrevs av Thomas Casey 1910.  Micrearota testata ingår i släktet Micrearota och familjen kortvingar. Inga underarter finns listade i Catalogue of Life.